# Oscar Gatto
Oscar Gatto (Montebelluna, Treviso, 1 de janeiro de 1985) é um ciclista profissional italiano. Estreiou como profissional com a equipa Gerolsteiner em 2007. Actualmente compete para a equipa Bora-Hansgrohe.
Sua melhor actuação como profissional foi na oitava etapa do Giro d'Italia de 2011, com chegada em Tropea, onde se impôs a duas ilustres como Alberto Contador e Alessandro Petacchi, segundo e terceiro classificado da etapa, respectivamente. Ganhou a etapa depois de um ataque a 1700 metros da meta.

## Palmarés
| 2006 - Copa Cidade de Asti 2009 - 1 etapa do Giro di Sardegna 2010 - Coppa Città di Stresa 2011 - 1 etapa do Giro de Reggio Calabria - 1 etapa do Giro d'Italia - Troféu Matteotti - Giro da Romagna 2012 - Giro do Veneto-Copa Placci - 1 etapa do Giro de Padania | 2013 - Através de Flandres 2014 - 2 etapas da Volta à Áustria 2015 - 2 etapas do Tour de Sibiu 2016 - 1 etapa da Volta a Andaluzia 2017 - 1 etapa da Volta à Áustria |

## Resultados nas Grandes Voltas
| Carreira           | 2007 | 2008 | 2009 | 2010 | 2011 | 2012 | 2013 | 2014 | 2015 | 2016 | 2017 | 2018 | 2019 |
| ------------------ | ---- | ---- | ---- | ---- | ---- | ---- | ---- | ---- | ---- | ---- | ---- | ---- | ---- |
| Giro d'Italia      | 141º | Ab.  | 149º | -    | 104º | 113º | 98º  | 116º | Ab.  | -    | -    | -    | -    |
| Tour de France     | -    | -    | -    | -    | -    | -    | -    | -    | -    | 156º | -    | -    | -    |
| Volta a Espanha    | -    | 127º | -    | -    | -    | -    | -    | Ab.  | -    | -    | -    | -    | -    |
| Mundial em Estrada | -    | -    | -    | -    | -    | 13º  | -    | -    | -    | -    | -    | -    | -    |

-: não participa

Ab.: abandono

## Equipas
- Gerolsteiner (2007-2008)
- ISD/Farnese Vini/Vini Fantini (2009-2013)
  - ISD-Neri (2009-2010)
  - Farnese Vini-Neri Sottoli (2011)
  - Farnese Vini-Selle Italia (2012)
  - Vini Fantini-Selle Italia (2013)
- Cannondale (2014)
- Androni Giocattoli-Sidermec (2015)
- Tinkoff (2016)
- Astana Pro Team (2017-2018)
- Bora-Hansgrohe[2] (2019-)